# Pterolophia pluricarinipennis
Pterolophia pluricarinipennis là một loài bọ cánh cứng trong họ Cerambycidae.